# La Merced (Junín)
La Merced ist die Hauptstadt der Provinz Chanchamayo in der Region Junín in Peru. La Merced hatte im Jahr 2017 24.629 Einwohner. 10 Jahre zuvor lag die Einwohnerzahl noch bei 21.885.

## Geographische Lage
Die Stadt liegt in der peruanischen Zentralkordillere auf einer Höhe von 751 m. Sie liegt 75 Kilometer Luftlinie  östlich der Stadt Junín sowie 220 Kilometer nordöstlich der Landeshauptstadt Lima. Auf der asphaltierten Straße sind es 305 km von Lima bis La Merced. Sie liegt am Westufer des Río Chanchamayo, der sich weiter nördlich mit dem Río Paucartambo zum Río Perené vereinigt. 

## Geschichte
La Merced ging aus einer Siedlung italienischer Kolonisten hervor, die sich 1872 dort niedergelassen hatten.